# Volker Weidler
Volker Weidler (ur. 18 marca 1962 roku w Heidelbergu) – niemiecki kierowca wyścigowy.
Pierwszym poważnym sukcesem Niemca było mistrzostwo w Niemieckiej Formule 3.
W Formule 1 zadebiutował w 1989 roku, w zespole Rial Racing. W ciągu dziesięciu zgłoszeń Volker ani razu nie zdołał zakwalifikować się do wyścigu, czego konsekwencją była utrata posady w środku rozgrywania zawodów. Po tym sezonie, Weidler nie znalazł już dla siebie miejsca w stawce, dlatego też przyjął posadę testera w ekipie Tyrrell, w której rolę tę pełnił również w kolejnym roku.
W latach 1990–1992 brał udział w Japońskiej Formule 3000, gdzie łącznie odniósł cztery wygrane, a Jego najlepszą pozycją końcową, było 3. miejsce.
Poza startami w normalnej rywalizacji, Niemiec z sukcesem ścigał się w wyścigach długodystansowych, w latach 1987 oraz 1989–1992. Jego największym sukcesem było zwycięstwo 24-godzinnego wyścigu Le Mans w 1991 roku, w parze z innymi byłymi kierowcami F1 – Bertrandem Gachot oraz Johnnym Herbertem.